# Hemidictyaceae
Ver Pteridophyta para una introducción a las plantas vasculares sin semilla
La familia de las hemidictiáceas (nombre científico Hemidictyaceae) con su único género Hemidictyum y su única especie Hemidictyum marginatum, son helechos del clado de Eupolipoides II del orden Polypodiales, en la moderna clasificación de Rothfels et al. 2012, en la que se circunscribe con el mismo género que en su predecesora, el sistema de Christenhusz et al. 2011 (en su versión corregida), que en la versión corregida del escrito la nombra y describe por vez primera. La familia no había sido reconocida por su antepredecesor sistema de Smith et al. (2006) que ubicaba a su género en un muy amplio y débil Woodsiaceae.

## Taxonomía
Introducción teórica en Taxonomía
En el sistema más actualizado de Rothfels et al. 2012:
- Hemidictyaceae Christenh. & H. Schneid., Phytotaxa 28: 51 (2011).
  - =  Hemidictyaceae sensu Christenhusz & Schneider (2011).
  - incluido en  Diplaziopsidaceae sensu Christenhusz & al. (2011);
  - incluido en  Woodsiaceae sensu Smith & al. (2006);
  - incluido en  Dryopteridaceae: Athyrioideae: Physematieae sensu Kramer & al. (1990b);
  - incluido en  Dryopteridaceae: Physematieae sensu Tryon & Tryon (1982);
  - incluido en  Thelypteridaceae sensu Lovis (1978);
  - incluido en Athyriaceae sensu Pichi Sermolli (1977);
  - incluido en  “Diplazium javanicum group” sensu Kato (1977);
  - incluido en Dryopteridaceae: Athyrioideae sensu Nayar (1970);
  - incluido en  Dennstaedtiaceae: Athyrioideae sensu Holttum (1947);

Una especie del género
- -     - Hemidictyum C. Presl.; (Kato, 1975b).

La clasificación predecesora es la de Christenhusz et al. 2011 (basada en Smith et al. 2006, 2008); que también provee una secuencia lineal de las licofitas y monilofitas. En su versión corregida la segrega de Diplaziopsidaceae en su propia familia:
- Familia 32.1? Hemidictyaceae,  fam. nov.

Tipo: Hemidictyum C.Presl (1836: 110)]
1 género (Hemidictyum)
La familia no había sido reconocida por su antepredecesor sistema de Smith et al. (2006) que ubicaba a su género en un muy amplio y débil Woodsiaceae.

## Filogenia
Introducción teórica en Filogenia
Rothfels et al. 2012: Hemidictyaceae es hermano de Aspleniaceae, pero las dos familias juntas no comparten sinapomorfías conocidas. Un carácter que puede ser investigado más en profundidad es si las raíces son proliferativas, dando nuevas plantas asexualmente. Walker (1985: 217) reportaron ese tipo de raíes en H. marginatum (L.) C. Presl.; también aparecen en algunas especies de Asplenium (Mickel y Smith 2004), si bien de forma lo suficientemente esporádica como para volver improbable que sea una sinapomorfía de las dos familias.
Sigue: El género siempre ha caído de forma extraña en las clasificaciones, con opiniones que se alternan entre una alianza con helechos thelypteroides (basado en la morfología de la espora, por ejemplo en Lovis 1978), o con Diplaziopsis (basado en su venación sagenoide, por ejemplo en Kato 1975b), o con Dryopteridaceae (en Eupolipoides I, por ejemplo en Tyron y Tyron 1982).
Sigue: El estudio de Kato (1975b) fue el primero en enfatizar lo que tenían en común Hemidictyum y Diplaziopsis, y argumentó que pueden estar aislados de bastantes accesiones de Diplazium (Kato 1975b). Los datos moleculares (Schuettpelz y Pryer 2007, Kuo et al. 2011, Rothfels et al. 2012) corroboraron esta hipótesis basada en morfología, en parte; Hemidictyum (como Diplaziopsis) no está cercanamente relacionado con Diplazium s. str. -Hemidictyum y Diplaziopsis+Homalosorus están más cercanamente relacionados entre sí que con cualquier linaje de eupolipoides II fuera de Aspleniaceae.
Sigue: Debido a sus relaciones de hermanos con Asplenium+Hymenasplenium, Hemidictyum puede quedar inserto en un concepto de un Aspleniaceae expandido mientras se mantiene la monofilia de la última familia (fig 4). Sin embargo, favorecemos reconocer a Hemidictyaceae, aun cuando fuera monotípico, porque el ancestro común más reciente de Hemidictyum y Aspleniaceae data del Cretácico tardío (aproximadamente hace 85 millones de años, fig 4) (Rothfels et al. 2012, figura suplementaria 1), Hemidictyum sería morfológicamente anómalo dentro de Aspleniaceae, y Aspleniaceae tiene una larga historia de tratamiento taxonómico excluyendo Hemidictyum.
Decía Christenhusz et al. 2011: Este género podría ser incluido en Aspleniaceae (como sugerido por Lehtonen 2011), si bien es indeseable porque las sinapomorfías de un Aspleniaceae definido de forma tan amplia aún no son conocidas. Más aún, la separación de Hemidictyum y Aspleniaceae data del Cretácico de acuerdo con las estimaciones actuales de divergencia de los helechos derivados (Schuettpelz & Pryer 2009), y el reconocimiento de dos familias sería por lo tanto buena ayuda para la clasificación de helechos del Cretácico y del Cenozoico temprano.

## Ecología
Rothfels et al. 2012: Hemidictyum es un género monotípico de los trópicos del Nuevo Mundo -del sur de México al sudeste de Brasil- donde crece en bajas a medianas elevaciones en bosques húmedos.

## Caracteres
Con las características de Pteridophyta.
Como descripto en Rothfels et al. 2012: Plantas terrestres; raíces insertas radialmente, proliferativas; rizomas erectos o suberectos, comúnmente sin ramificar, portando escamas; escamas del rizoma lanceoladas, débilmente clatradas, los márgenes enteros, no glandular, sin pubescencia distintiva; hojas verdes y no cubiertas en mucílago en ningún estadio del desarrollo, arregladas en espiral, monomórficas, no bulbíferas, cercanamente espaciadas, glabras; pecíolos estramíneos todo a lo largo del pecíolo u oscurecidos en la parte proximal, delgados, sin formar trofópodos (trophopods), sin aeróforos conspicuos, sin una articulación peciolar; haces vasculares del pecíolo dos, cada uno con xilema hipocampiforme, los haces unidos distalmente para formar un único haz en forma de U; lámina herbácea, 1-pinada, el ápice conforme (conform), las pinas laterales sub-opuestas, las bases de las pinas cordadas, el margen de la hoja diferenciado en un borde membranoso amplio; los ejes de las pinas no articulados, sulcados adaxialmente, sin una costila libre central; los surcos (grooves) del raquis no continuos, la pared del sulcus del raquis no se continúa como una costilla (ridge) a lo largo de la costa; venas anastomosándose hacia los márgenes de las pinas, las areolas sin venillas libres inclusas, que se terminan antes del margen de la hoja y forman una vena colectora submarginal, los finales de las venas diferenciados, ligeramente elevados y expandidos; los soros usualmente solitarios a lo largo de un solo lado de la vena, elongados, indusiados, no terminales; el receptáculo del soro plano; indusio lateral, esencialmente plano, glabro; esporangio con pies de dos o tres células de espesor hacia la mitad del pie; esporas monolete, no clorofíceas, marrones, la perispora con amplios dobleces (folds) y tubérculos (tubercles), los dobleces a veces perforados; el número de cromosomas base x=31 (Walker 1973a, FS Wagner 1980).
Sigue con el diagnóstico: Si bien posee una pina apical "conforme" (conform), el patrón de venas anastomosantes, y los finales de las venas engrosados y elevados son compartidos con Diplaziopsis, Hemidictyaceae puede ser distinguido de todos los demás Eupolipoides II por la combinación de su vena colectora submarginal y el margen de la pina que está diferenciado en un borde membranoso amplio.
La primera descripción en Christenhusz et al. 2011: Frondes herbaceae, compositae, pinnis oppositis lanceolatis serratis; fasciculus vasorum in stipite unicus; venae pinnatae, simplices; sori lineares, elongati, dorso venae simplicis; indusium lineare, elongatum, planum. 